# Capeung Dayah
Capeung Dayah is een bestuurslaag in het regentschap Aceh Besar van de provincie Atjeh, Indonesië. Capeung Dayah telt 165 inwoners (volkstelling 2010).